# Eco i Narcís (Waterhouse)
Eco i Narcís és una pintura datada el 1903 obra del prerafaelita John William Waterhouse. Il·lustra el poema d'Eco i Narcís d'Ovidi a Les Metamorfosis.
John William Waterhouse (1847–1917) va ser un pintor anglès classificat com a Prerafaelita a causa del seu estil i temes, però de fet és més exacte descriure'l com a pintor neoclàssic. Va realitzar més de 200 obres, principalment en els gèneres de mitologia clàssica, i de temes històrics o literaris. Un dels seus temes comuns és el femme fatale, la dona que captiva un home.
L'Eco i Narcís formen part del gènere de mitologia clàssica. A la versió d'Ovidi del mite, el Narcís era el fill del déu de riu Cefís i la nimfa Liríope, a qui l'oracle li va dir que arribaria a vell "mentre no es conegués". Narcís va refusar totes les nimfes i dones que van caure enamorades d'ell. Una d'aquests era la nimfa Eco, qui estava tan trastornat pel seu rebuig que es va llevar la vida i es va consumir fins que l'únic que quedava era un murmuri. Narcís es representa admirant-se al seu propi reflex en l'aigua, simbolitzant la seva obsessió per si mateix que el condemna. Va continuar observant el seu reflex fins que va morir. Una flor de narcís va créixer en el punt on va morir.
La pintura és un oli sobre tela que mesura 109,2 cm per 189,2 centímetres. Forma part de la col·lecció victoriana en la Galeria d'Art Walker a Liverpool, Merseyside, Anglaterra, i va ser adquirida pel museu el 1903.